# Colegio de San Ildefonso (Madrid)
El Colegio de San Ildefonso, con más de 400 años de existencia, es la institución más antigua de Madrid dedicada a la infancia. Durante años atendió a huérfanos de funcionarios públicos, en régimen de internado. En el decenio de los años 60 del siglo XX se empezó a admitir alumnos externos (varones), y en 1981 se admitieron las primeras niñas.
En 1999 se empezó a admitir alumnos que no fueran huérfanos, y actualmente los alumnos son niños regulares de Madrid.  

## Historia
Sus orígenes datan de 1543, año en que Carlos I concedió una Real Cédula que dotaba al Colegio de los bienes precisos para atender a sus fines. Este colegio de doctrinos, fue fundado por Juan de Lequeitio y el conquistador Gregorio de Pesquera. Las primeras Ordenanzas del Colegio que hoy existen son de 1600 y las realizó el escribano Francisco de Monzón. Su actividad tanto interna (acogida, educación y colocación de madrileños huérfanos) como externa (celebran liturgias, fiestas públicas y lotería) ha sido siempre muy intensa.
Este colegio ubicado primitivamente en el número 3 de la carrera de San Francisco fue trasladado en 1884 a la calle de Alfonso VI, a unas casas que habían sido del marqués de Benalúa, proyectadas en 1691 por el arquitecto Felipe Sánchez, pues su antigua ubicación se había quedado pequeña al ir creciendo el número de niños que dependían de esta institución. Las obras de adaptación corrieron a cargo de José Urioste Velada y Cipriano Gómez. La segunda reforma y ampliación de 1899 tuvo como arquitectos a Carlos Colubí y Francisco Andrés Octavio. Entre 1931 y 1934 fue ampliado y reformado. La última rehabilitación en 1988 fue dirigida por el arquitecto municipal de Madrid Joaquín Roldán Pascual.
En 1988 se produjo la renovación del edificio y se dotó a la institución de nuevo personal y medios más actuales para renovar los fines para los que fue creada en el siglo XVI y entre los que están corregir las desigualdades sociales, subvenir a la educación y la formación de los más jóvenes. 
El Colegio es cofrade corporativo de la Real Cofradía de Caballeros Cubicularios de San Ildefonso.

## La Lotería

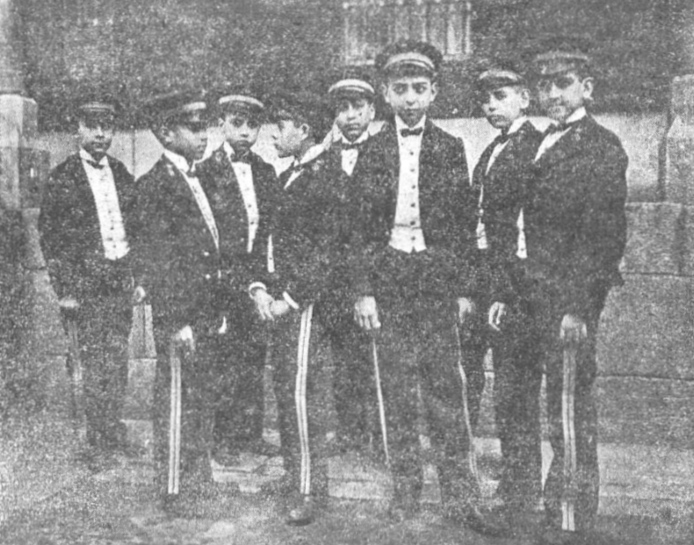
Los niños de San Ildefonso que sacaron los primeros premios en el sorteo extraordinario de Navidad de 1908

Los niños de San Ildefonso son muy populares en España dado que llevan 154 años cantando los números de la Lotería Nacional, ya que el primer sorteo en el que tomaron parte como extractores fue el del 9 de marzo de 1871. Desde entonces, para actuar en los sorteos de la Lotería, se selecciona a aquellos alumnos que tienen buen timbre de voz y pronunciación clara, a los que se ejercita para la fácil y rápida lectura de los números y se les adiestra en el manejo de las bolas de los sorteos mediante ensayos continuos con material que la Lotería Nacional tiene a disposición del colegio.

## Intentos de cierre
Pese a su carácter histórico y su relevancia social, el colegio ha padecido desde los años 80 del pasado siglo sucesivos intentos frustrados de cierre por parte de sus patronos municipales.
En mayo de 2012 el Ayuntamiento comunicó a la Comunidad de Madrid su intención de desalojarlo indefinidamente tras el fin de curso escolar, con el fin de acometer unas obras para las cuales aún no existía proyecto, ni financiación ni plazos.
Finalmente, ante la presión de los padres y los nuevos informes técnicos llevados a cabo, también esta vez el Ayuntamiento dio marcha atrás, decidiendo acometerse las obras por fases.

## Alumnos y profesores ilustres
- Ildefonso Fernández y Sánchez (1843-1913), pedagogo, periodista, historiador y biógrafo.
- Antonio Navarro Santafé (1906-1983), escultor.
- José Antonio Ochaíta (1905-1973), dramaturgo, poeta y folclorista.
- Javier Pereira (1981-), actor.
- Fernando Visier Segovia (1943-), ajedrecista.